# Chromousambilla mweruensis
Chromousambilla mweruensis är en insektsart som beskrevs av Nicholas David Jago 1981. Chromousambilla mweruensis ingår i släktet Chromousambilla och familjen Lentulidae. Inga underarter finns listade i Catalogue of Life.